# Abapeba cleonei
Abapeba cleonei är en spindelart som först beskrevs av Alexander Petrunkevitch 1926.  Abapeba cleonei ingår i släktet Abapeba och familjen flinkspindlar. Inga underarter finns listade i Catalogue of Life.